# 爨崇道
爨崇道（?—?），唐朝爨氏豪酋。
爨摩湴的兒子，爨歸王的侄子。为兩爨（东爨、西爨）大鬼主（主祭者）。唐玄宗時為南宁州（今云南省曲靖市）司馬，威州（今雲南省嵩明縣）刺史，駐曲軛（今云南省馬龍縣）。天寶初年，劍南節度使章仇兼瓊派越巂都督竹靈倩，開步頭路（今雲南省建水縣南部），建安寧城（今云南安宁）。爨歸王聯合爨崇道、爨日進起兵反对，攻殺竹靈倩。唐玄宗命姚州都督李宓和南詔王皮羅閣攻打，到波州（今雲南省祥雲縣），爨歸王、爨崇道至军门歸降，获唐廷赦免，再設安寧城。李宓唆使爨崇道殺死爨歸王、爨日進，爨歸王的兵馬由其妻阿姹繼承，在東爨聯合南詔攻滅，和其子爨輔朝都被殺死，家族被俘，两爨遂被南詔控制。